# 娜奥米·哈里斯
娜奥米·梅兰妮·哈里斯，OBE（1976年9月6日—），英国女演员。她在詹姆斯·邦德电影《大破天幕杀机》中饰演伊芙·钱班霓一角，并在2015年的《惡魔四伏》中再度饰演该角。她还饰演第二部和第三部加勒比海盗电影中巫毒女巫/蒂娅·达尔玛、《惊变28天》的賽琳娜和《曼德拉：漫漫自由路》的温妮·曼德拉。

## 早年
1976年9月6日，娜奥米·哈里斯出生在伦敦，就读于圣马里波恩学校。1998年从剑桥大学彭布罗克学院社会和政治学系毕业。母亲丽斯瑟勒·凯拉是牙买加人，父亲是特立尼达人。娜奥米出生后父母分居，她由母亲抚养。她的母亲是《东区人》的编剧，现在是一个医生。哈里斯在布里斯托尔老维克戏剧学校接受演员培训。

## 电影作品
- 《白牙》（2001）
- 《惊变28天》（2002）
- 《外伤》（2004）
- 《日落之后》（2004）
- 《一个荒诞的故事》（2005）
- 《迈阿密风云》（2006）
- 《加勒比海盗2：聚魂棺》（2006）
- 《加勒比海盗3：世界的尽头》（2007）
- 《详述病情》（2008）
- 《癫狂世界》（2008）
- 《八月钱潮》（2008）
- 《街头之王》（2008）
- 《莫里斯舞：生生不息》（2009）
- 《血和油》（2009）
- 《小岛屿》（2009）
- 《我之前的五位女友》（2009）
- 《忍者刺客》（2009）
- 《最老的小学生》（2010）
- 《性、毒品和摇滚乐》（2010）
- 《007：大破天幕杀机》（2012）
- 《曼德拉：自由路漫漫》（2013）
- 《007：惡魔四伏》（2015）
- 《最美的安排》（2016）
- 《月光男孩》（2016）
- 《毀滅大作戰》（2018）
- 《森林之子毛克利》（2018）
- 《警網黑幕》（2019）
- 《猛毒2：血蜘蛛》（2021）
- 《007：生死交戰》（2021）

## 奖项及提名
| 年份 | 奖项                   | 类别           | 作品                   | 结果 |
| ---- | ---------------------- | -------------- | ---------------------- | ---- |
| 2003 | 蒙特卡罗电视节         | 最佳女演员     | 《白牙》               | 提名 |
| 2004 | 黑胶卷奖               | 最佳突破性表演 | 《惊变28天》           | 獲獎 |
| 2007 | 英国电影学院奖         | 新星奖         |                        | 提名 |
| 2010 | 卫星奖                 | 最佳短剧女演员 | 《小岛》               | 提名 |
| 2011 | 魅力奖                 | 年度戏剧女演员 | 《弗兰肯斯坦》         | 獲獎 |
| 2012 | 黑胶卷奖               | 最佳女演员     | 《最老的小学生》       | 提名 |
| 2013 | 精华杂志奖             | 闪亮之星奖     | 《007：大破天幕杀机》  | 獲獎 |
| 2014 | 伦敦影评人协会奖       | 最佳女配角     | 《曼德拉：自由路漫漫》 | 提名 |
| 2014 | 伦敦影评人协会奖       | 年度英国女演员 |                        | 提名 |
| 2014 | 有色人种促进协会形象奖 | 最佳女配角     | 《曼德拉：自由路漫漫》 | 提名 |
| 2016 | 奥斯卡金像奖           | 最佳女配角     | 《月光男孩》           | 提名 |
| 2016 | 金球奖                 | 最佳女配角     | 《月光男孩》           | 提名 |
| 2016 | 英国电影学院奖         | 最佳女配角     | 《月光男孩》           | 提名 |
| 2016 | 美国演员工会奖         | 最佳女配角     | 《月光男孩》           | 提名 |